# Fédération nationale Solidarité Femmes
Pour les articles homonymes, voir FNSF.
Fédération Nationale Solidarité Femmes (FNSF) est une association française issue du mouvement féministe pour lutter contre les violences faites aux femmes. La FNSF a créé et gère la ligne d'écoute nationale : 3919.
Depuis janvier 2024, la Directrice générale de la FNSF est Mine Günbay.

## Historique
À la fin des années 1970, des associations issues du mouvement féministe de luttes contre les violences conjugales se réunissent pour se fédérer. En 1981, elles créent l'association Solidarité Femmes. En 1987, Solidarité Femmes devient la Fédération nationale Solidarité Femmes (FNSF). Elle fédère plus de soixante associations, qui partagent l’analyse de la violence exercée à l’encontre des femmes, inspirée de la pensée et du mouvement féministe. 
En 1992, la Fédération nationale Solidarité Femmes crée le service téléphonique national d'écoute Violences Conjugales - Femmes Infos Services. 
En 2006, la FNSF signe une convention avec le ministère de l'Intérieur afin d'améliorer l'accueil et l'accompagnement des femmes victimes de violences en collaboration avec les services de police et de gendarmerie. Depuis 2009, la FNSF forment les référents violences des commissariats d'Île-de-France sur les violences faites aux femmes.
En 2014, les missions du 3919 sont étendues à toutes les formes de violences faites aux femmes : violences conjugales, violences sexuelles, mariages forcés, mutilations sexuelles féminines, violences au travail.
En 2018, Edouard Philippe attribue le label Grande cause nationale à la Fédération Nationale Solidarité Femmes.
En novembre 2020, le gouvernement français annonce son intention de procéder à un appel d'offres pour gérer le 3919. Selon  la ministre déléguée à l’Égalité entre les femmes et les hommes, Élisabeth Moreno, cette modification juridique serait justifiée par un élargissement envisagé des horaires, afin d'ouvrir le service 24 heures sur 24. La Fédération nationale Solidarité Femmes, qui gère le service en recevant un financement par l'État via une convention pluriannuelle d'objectifs, fait part de son incompréhension et de ses craintes pour le futur, mettant en avant qu'i ne s'agit pas d'un service marchand. Cette « mise en concurrence »  , dont les critères ne sont pas connus, le cahier des charges ne lui ayant pas été communiqué, lui fait craindre une fragilisation du service rendu aux dizaines de milliers de femmes victimes utilisant ce service, basé sur un réseau d’écoutantes formées et qualifiées, travaillant en  lien avec 73 associations locales, avec une priorité donnée à la rentabilité au détriment de l'expertise et de la qualité d'écoute.
Le 30 août 2021, l'élargissement des horaires d'ouverture du service d'écoute est officiellement annoncé par le gouvernement "Castex", à la suite de la signature d'une convention entre l'État et la FNSF le 25 mai 2021.
Dès lors, le 3919 est accessible 24 heures sur 24 et 7 jours sur 7.

## Mission
La FNSF regroupe plus de soixante associations réparties sur tout le territoire français. Elles proposent un accompagnement spécialisé et professionnel auprès des femmes victimes de violence. Elles prennent en compte les conséquences des violences sur leur santé physique et psychique, sur le plan social, économique et juridique au plus près du lieu résidence.
Les associations Solidarité Femmes organisent des actions de sensibilisation, de formation et de prévention auprès d'un large public et des professionnelles de santé ou du secteur sociale.
La FNSF gère la plateforme téléphonique 3919. En 2019, une vingtaine d'écoutantes traite en moyenne 250 appels par semaine avec des pics à plus de 1500 appels par jour. Cette association d'utilité publique joue un rôle important. Le 3919 est un numéro gratuit, anonyme et ouvert 7 jours sur 7, 24 heures sur 24.